# Оттен, Дон
Дональд Ф. «Дон» Оттен (англ. Donald F. "Don" Otten; 18 апреля 1921 года, Беллфонтейн, Огайо, США — 18 сентября 1985 года, Лайма, Огайо, США) — американский профессиональный баскетболист. Вписал своё имя в историю НБА, получив 8 фолов в одной игре: по правилам, если у команды не остаётся неудалённых игроков на скамье запасных, следующий исчерпавший лимит фолов игрок продолжает играть.

## Ранние годы
Дон Оттен родился 18 апреля 1921 года в городе Беллфонтейн (штат Огайо), учился в одноимённой школе. В 1946 году окончил Университет штата Огайо в Боулинг-Грин, где в течение четырёх лет играл за команду «Боулинг-Грин Фэлконс», в которой провёл успешную карьеру, имея положительный баланс побед и поражений (91—18), однако его команда ни разу не выигрывала ни регулярный чемпионат, ни турнир конференции Independent, а также ни разу не выходила в плей-офф студенческого чемпионата США.

## Профессиональная карьера
Играл на позиции центрового. В 1946 году Дон Оттен заключил соглашение с командой «Три-Ситис Блэкхокс», выступавшей в Национальной баскетбольной лиге (НБЛ). Позже выступал за команды «Вашингтон Кэпитолс» (НБА), «Балтимор Буллетс» (НБА), «Форт-Уэйн Пистонс» (НБА) и «Милуоки Хокс» (НБА). Всего в НБЛ провёл 3 сезона, а в НБА — 4 сезона. Оттен один раз включался в 1-ю сборную всех звёзд НБЛ (1949), а также один раз — во 2-ю сборную всех звёзд НБЛ (1948). В 1949 году Дон Оттен стал самым результативным игроком регулярного чемпионата НБЛ, а также признавался самым ценным игроком регулярного сезона НБЛ. После упразднения лиги был включён в сборную всех времён НБЛ. Всего за карьеру в НБЛ Дон сыграл 168 игр, в которых набрал 2292 очка (в среднем 13,6 за игру), попутно став 6-м по результативности игроком НБЛ за всю историю лиги. Всего за карьеру в НБА Оттен сыграл 219 игр, в которых набрал 2294 очка (в среднем 10,5 за игру), сделал 928 подборов и 297 передач. Помимо этого Оттен в составе «Блэкхокс» один раз участвовал во Всемирном профессиональном баскетбольном турнире, но без особого успеха.

## Смерть
Его брат, Мак Оттен, также немного поиграл в НБА (один сезон). Дон Оттен умер 18 сентября 1985 года на 65-м году жизни в городе Лима (штат Огайо).

## Статистика

### Статистика в НБА
| Сезон                                                                                    | Команда            | Регулярный сезон | Регулярный сезон | Регулярный сезон | Регулярный сезон | Регулярный сезон | Регулярный сезон | Регулярный сезон | Регулярный сезон | Регулярный сезон | Регулярный сезон | Регулярный сезон | Серия плей-офф | Серия плей-офф | Серия плей-офф | Серия плей-офф | Серия плей-офф | Серия плей-офф | Серия плей-офф | Серия плей-офф | Серия плей-офф | Серия плей-офф | Серия плей-офф |
| Сезон                                                                                    | Команда            | GP               | GS               | MPG              | FG%              | 3P%              | FT%              | RPG              | APG              | SPG              | BPG              | PPG              | GP             | GS             | MPG            | FG%            | 3P%            | FT%            | RPG            | APG            | SPG            | BPG            | PPG            |
| ---------------------------------------------------------------------------------------- | ------------------ | ---------------- | ---------------- | ---------------- | ---------------- | ---------------- | ---------------- | ---------------- | ---------------- | ---------------- | ---------------- | ---------------- | -------------- | -------------- | -------------- | -------------- | -------------- | -------------- | -------------- | -------------- | -------------- | -------------- | -------------- |
| 1949/50                                                                                  | Три-Ситис          | 46               |                  |                  | 36,6             |                  | 71,7             |                  | 1,6              |                  |                  | 12,1             | Не участвовал  | Не участвовал  | Не участвовал  | Не участвовал  | Не участвовал  | Не участвовал  | Не участвовал  | Не участвовал  | Не участвовал  | Не участвовал  | Не участвовал  |
| 1949/50                                                                                  | Вашингтон Кэпитолс | 18               |                  |                  | 39,1             |                  | 77,7             |                  | 1,0              |                  |                  | 14,9             | 2              |                |                | 40,0           |                | 80,8           |                | 3,0            |                |                | 20,5           |
| 1950/51                                                                                  | Вашингтон Кэпитолс | 16               |                  |                  | 29,1             |                  | 79,6             | 6,6              | 1,4              |                  |                  | 9,3              | Не участвовал  | Не участвовал  | Не участвовал  | Не участвовал  | Не участвовал  | Не участвовал  | Не участвовал  | Не участвовал  | Не участвовал  | Не участвовал  | Не участвовал  |
| 1950/51                                                                                  | Балтимор           | 2                |                  |                  | 20,0             |                  | 55,6             | 1,5              | 1,5              |                  |                  | 5,5              | Не участвовал  | Не участвовал  | Не участвовал  | Не участвовал  | Не участвовал  | Не участвовал  | Не участвовал  | Не участвовал  | Не участвовал  | Не участвовал  | Не участвовал  |
| 1950/51                                                                                  | Форт-Уэйн          | 49               |                  |                  | 36,2             |                  | 81,1             | 6,0              | 0,8              |                  |                  | 8,4              | 3              |                |                | 30,8           |                | 81,3           | 6,3            | 2,7            |                |                | 9,7            |
| 1951/52                                                                                  | Форт-Уэйн          | 7                |                  | 9,0              | 25,0             |                  | 87,5             | 2,9              | 0,7              |                  |                  | 3,4              | Не участвовал  | Не участвовал  | Не участвовал  | Не участвовал  | Не участвовал  | Не участвовал  | Не участвовал  | Не участвовал  | Не участвовал  | Не участвовал  | Не участвовал  |
| 1951/52                                                                                  | Милуоки Хокс       | 57               |                  | 30,3             | 35,2             |                  | 76,9             | 7,3              | 2,1              |                  |                  | 13,0             | Не участвовал  | Не участвовал  | Не участвовал  | Не участвовал  | Не участвовал  | Не участвовал  | Не участвовал  | Не участвовал  | Не участвовал  | Не участвовал  | Не участвовал  |
| 1952/53                                                                                  | Милуоки Хокс       | 24               |                  | 16,0             | 39,1             |                  | 70,3             | 3,7              | 0,9              |                  |                  | 5,5              | Не участвовал  | Не участвовал  | Не участвовал  | Не участвовал  | Не участвовал  | Не участвовал  | Не участвовал  | Не участвовал  | Не участвовал  | Не участвовал  | Не участвовал  |
|                                                                                          | Всего              | 219              |                  | 24,7             | 35,7             |                  | 76,1             | 6,0              | 1,4              |                  |                  | 10,5             | 5              |                |                | 35,3           |                | 81,0           | 6,3            | 2,8            |                |                | 14,0           |
| Наведите курсор мыши на аббревиатуры в заголовке таблицы, чтобы прочесть их расшифровку. |                    |                  |                  |                  |                  |                  |                  |                  |                  |                  |                  |                  |                |                |                |                |                |                |                |                |                |                |                |